# Astragalus chamaeleuce
Astragalus chamaeleuce es una especie de planta herbácea perteneciente a la familia de las leguminosas. Es originaria de Estados Unidos. 

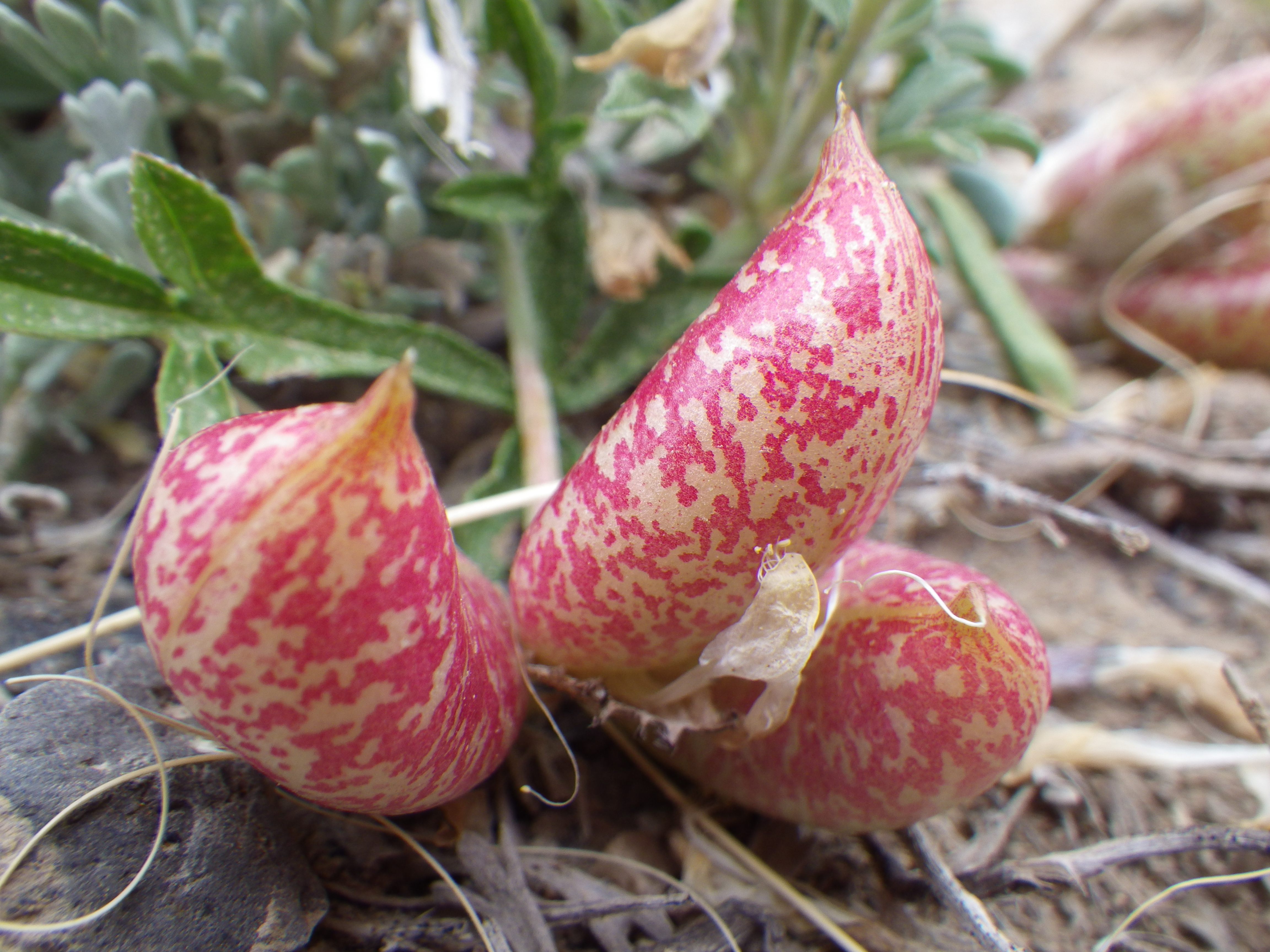
Legumbre

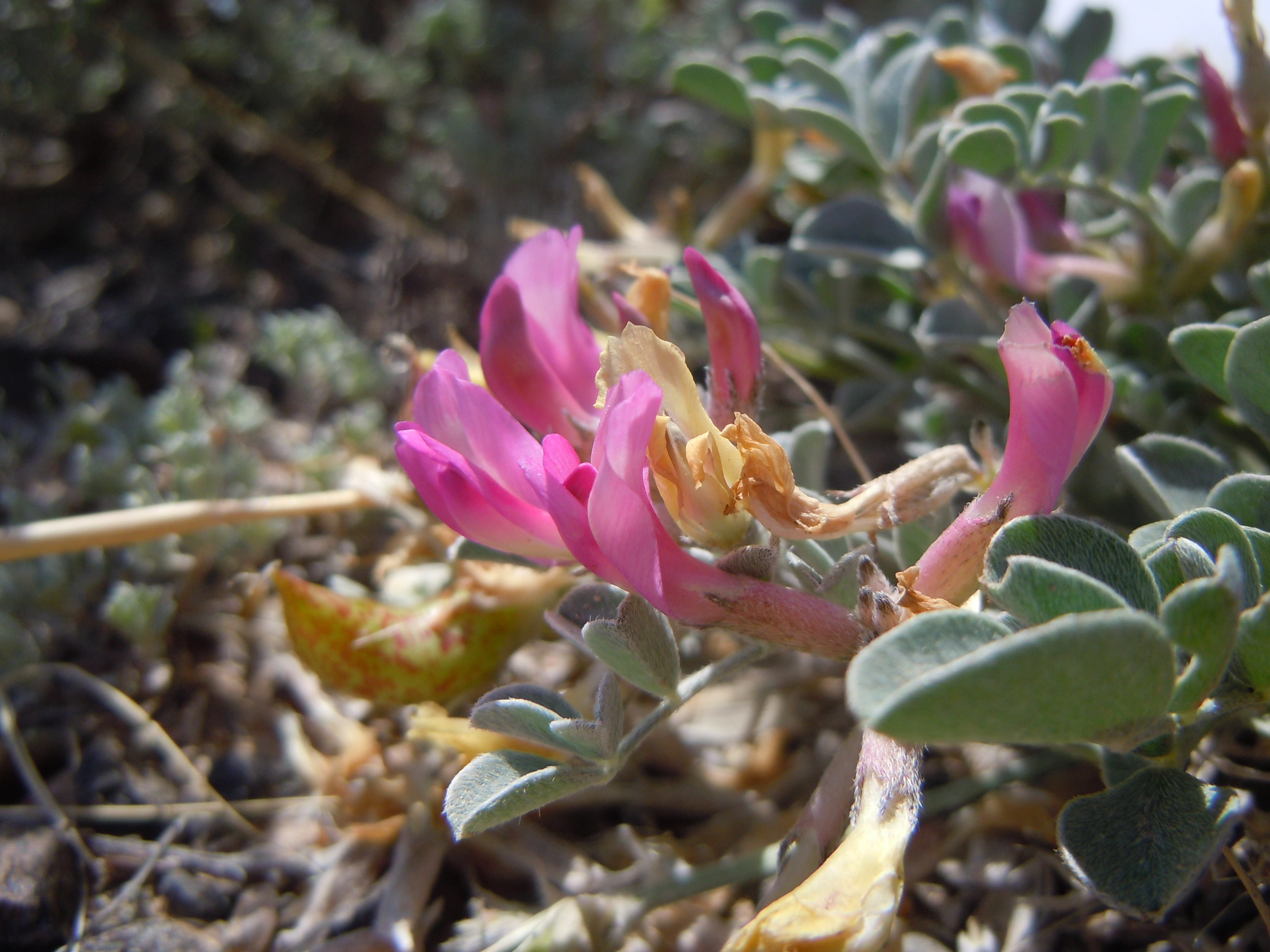
Flor

## Distribución
Es una planta herbácea perennifolia que se encuentra en Estados Unidos donde se distribuye por Colorado, Montana, Utah y Wyoming.

## Taxonomía
Astragalus chamaeleuce fue descrita por Asa Gray y publicado en Report on the Colorado River 4: 10. 1861.
Etimología
Astragalus: nombre genérico derivado del griego clásico άστράγαλος y luego del Latín astrăgălus aplicado ya en la antigüedad, entre otras cosas, a algunas plantas de la familia Fabaceae, debido a la forma cúbica de sus semillas parecidas a un hueso del pie.
chamaeleuce: epíteto
Sinonimia
- Astragalus chamaeleuce var. chamaeleuce
- Astragalus chamaeleuce var. cicadae (M.E.Jones) M.E.Jones
- Astragalus chamaeleuce var. laccoliticus Rydb.
- Astragalus cicadae M.E.Jones
- Astragalus cicadae var. laccoliticus M.E.Jones
- Astragalus pygmaeus var. cicadae (M.E.Jones) M.E.Jones
- Astragalus pygmaeus var. laccoliticus (M.E.Jones) M.E.Jones
- Phaca pygmaea Torr. & A.Gray
- Phaca pygmaea Nutt.
- Tragacantha pygmaea (Torr. & A.Gray) Kuntze
- Xylophacos pygmaeus (Torr. & A.Gray) Rydb.[3][4]